# Činua Ačebe
Činua Ačebe, rođen kao Albert Chinualumogu Achebe (engl. Chinua Achebe, 16. novembar 1930 – 21. mart 2013) bio je nigerijski romanopisac, pesnik i kritičar. Najpoznatiji je po svom debitantskom romanu Things Fall Apart (1958), koji se smatra najčitanijom knjigom moderne afričke književnosti.
Odrastao je u hrišćanskoj porodici u Igbo selu Ogidi na jugu Nigerije, te se uspehom u školi izborio za univerzitetsku stipendiju. Postao je fasciniran svetskim religijama i tradicionalnim afričkim kulturama, i za vreme studija je počeo da piše. Nakon diplomiranja radio je za nigerijsku radio-televizijsku kuću Nigerian Broadcasting Service te se preselio u Lagos. Stekao je svetsku slavu romanom Things Fall Apart kasnih 1950-ih; sledili su romani No Longer at Ease (1960), Arrow of God (1964), A Man of the People (Човек из народа, 1966)  i Anthills of the Savannah (1987). Ačebe je romane pisao na engleskom, i branio je svoju upotrebu tog jezika od onih koji su ga kao jezika kolonizatora smatrali neprimerenim afričkoj književnosti. Godine 1975. izazvao je kontroverzu predavanjem An Image of Africa: Racism in Conrad's "Heart of Darkness" u kome je pisca Džozefa Konrada optužio za rasizam.
Kada se oblast Bijafra godine 1967. otcepila od Nigerije, Ačebe je postao vatreni zagovornik nezavisnosti i ambasador nove države. Tada je u zapadnim državama molio za pomoć kako bi pomogao svom narodu napaćenom ratom i glađu. Nakon završetka rata i nigerijskog preuzimanja Bijafre, Ačebe se kraće vreme bavio lokalnom politikom, ali je od nje odustao zgađenjen elitizmom i korupcijom. Neko vreme je živeo u SAD, a godine 1990. se nakon što je paralizovan u saobraćajnoj nesreći, vratio u Nigeriju.
Ačebeovi romani se najviše bave tradicijama i običajima Igbo društva, efektima dolaska hrišćanstva, kao i sukobom različitih vrednosnih sistema za vreme i nakon kolonizacije. Stil mu se temelji na narodnim pričama Igboa i kombinuje standardno pripovedanje s poslovicama i govorima. Osim romana je pisao i novele, dečje knjige i eseje. Posle je predavao jezike i književnost na Bard koledžu u Anandejlu na Hadsonu u američkoj državi Njujork.

## Spisak radova
Novele
- Things Fall Apart. New York: Anchor Books. 1994. ISBN 9780385474542. Непознати параметар |orig-date= игнорисан (помоћ)
- No Longer at Ease. Penguin Books. 1960. ISBN 978-0385474559.. E.g., 1994.
- Arrow of God. Penguin Books. 1964. ISBN 978-0385014809.. E.g., 2016.
- A Man of the People. Penguin Books. 1966. ISBN 978-0385086165.. E.g., 1989.
- Anthills of the Savannah. New York: Anchor Books. 1987. ISBN 978-0385260459., 1998.

Kratke priče
- (1952)
- (1953)
- (1953)
- (1971)
- -author=
- -author=
- -author=
- -author=

Poezija
- -author=
- -author=
- -author=
- Achebe, Chinua (2004). Collected Poems. Penguin Publishing. ISBN 9781400076581.

Eseji, kritike, politički komentari
- (1965)
- -author=
- -author=
- The Trouble With Nigeria. Reissued by Fourth Dimension Publishing Co. 1984. ISBN 9781561475.., 2000.
- -author=
- Home and Exile. Penguine Books (reprint) 2001. 2000. ISBN 978-0385721332..
- The Education of a British-Protected Child. Anchor Canada 2010. 2009. ISBN 978-0385667852..
- -author=
- -author=

Knjige za decu
- -author=
- -author=
- -author=
- -author=

## Literatura
- Achebe, Chinua (1965). „English and the African Writer”. Transition. 18 (18): 27—30. ISSN 0041-1191. JSTOR 2934835. doi:10.2307/2934835..
- Achebe, Chinua (1975). Morning Yet on Creation Day. London: Heinemann Educational Books. ISBN 978-0-435-18026-3..
- Achebe, Chinua (1989). Hopes and Impediments: Selected Essays. New York: Doubleday. ISBN 978-0-385-24730-6..
- Achebe, Chinua (1994). Things Fall Apart. New York: Anchor Books. ISBN 978-0-385-47454-2..
- Agetua, John (ed.) (1977). Critics on Chinua Achebe, 1970–76. Benin City, Nigeria: Bendel Newspapers Corp.
- Azohu, Virginia (1996). „Culture and the Frontiers of Language”.  Ур.: Ihekweazu, Edith. Eagle on Iroko: Selected Papers from the Chinua Achebe International Symposium, 1990. Ibadan, Nigeria: Heinemann Educational Books (Nigeria) PLC. ISBN 978-978-129-379-5..
- Bestman, A. M. (2012). "Reading Chinua Achebe's Things Fall Apart through the Womanist lens: The imperative of the female principle". In C. Anyadike and K. A. Ayoola (eds), Blazing the Path: Fifty Years of Things Fall Apart (155–173). Ibadan: HEBN Publishers Plc.
- Bicknell, Catherine (1996). „Achebe's Women: Mothers, Priestesses, And Young Urban Professionals”.  Ур.: Ihekweazu, Edith. Eagle on Iroko: Selected Papers from the Chinua Achebe International Symposium, 1990. Ibadan, Nigeria: Heinemann Educational Books (Nigeria) PLC. ISBN 978-978-129-379-5..
- Booker, M. Keith; Gikandi, Simon (2003). The Chinua Achebe Encyclopedia. Westport, Connecticut: Greenwood Press. ISBN 978-3-8255-0021-4..
- Clarke, Nana Ayebia, and James Currey (2014). Chinua Achebe: Tributes & Reflections. Banbury, Oxfordshire: Ayebia Clarke Publishing Ltd. ISBN 978-0956930767..
- Corley, Í (2009). „Conjecture, hypermasculinity, and disavowal in Things Fall Apart”. Interventions. 11 (2): 203—211. doi:10.1080/13698010903053279..
- Döring, Tobias (1996). Chinua Achebe und Joyce Cary. Ein postkoloniales Rewriting englischer Afrika-Fiktionen. Pfaffenweiler, Germany: Centaurus. ISBN 978-0-7618-1721-5..
- Egar, Emmanuel Edame (2000). The Rhetorical Implications of Chinua Achebe's "Things Fall Apart". Lanham, Maryland: University Press of America. ISBN 978-0-7618-1721-5..
- Egejuru, Phanuel (1996). „Orethory Okwu Oka: A Neglected Technique in Achebe's Literary Artistry”.  Ур.: Ihekweazu, Edith. Eagle on Iroko: Selected Papers from the Chinua Achebe International Symposium, 1990. Ibadan, Nigeria: Heinemann Educational Books (Nigeria) PLC. ISBN 978-978-129-379-5..
- Egejuru, Phanuel Akubueze (2001). Chinua Achebe: Pure and Simple, an Oral Biography. Stoke-on-Trent: Malthouse Press. ISBN 978-978-023-148-4..
- Ekwe-Ekwe, Herbert (2001). African Literature in Defence of History: An Essay on Chinua Achebe. Dakar: African Renaissance. ISBN 978-1-903625-10-1..
- Emenyonu, Ernest N. (1991). „Chinua Achebe's Things Fall Apart: A Classic Study in Colonial Diplomatic Tactlessness”.  Ур.: Petersen, Kirsten Holst, and Anna Rutherford. Chinua Achebe: A Celebration. Oxford, England: Dangaroo Press. ISBN 978-0-435-08060-0..
- Emenyonu, Ernest N (1996). „Foreword: For Whom The Honour Is Due”.  Ур.: Ihekweazu, Edith. Eagle on Iroko: Selected Papers from the Chinua Achebe International Symposium, 1990. Ibadan, Nigeria: Heinemann Educational Books (Nigeria) PLC. ISBN 978-978-129-379-5..
- Emenyonu, Ernest N., ур. (2004). Emerging Perspectives on Chinua Achebe. Trenton, New Jersey: Africa World Press. ISBN 978-0-86543-876-7. (v. 1).  978-0-86543-878-1. (v. 2).
- Ezenwa-Ohaeto (1997). Chinua Achebe: A Biography. Bloomington: Indiana University Press. ISBN 978-0-253-33342-1..
- Franklin, Ruth. "After Empire: Chinua Achebe and the Great African Novel". The New Yorker, 26 May 2008. Приступљено 7 December 2010.
- Gera, Anjali (2001). Three Great African Novelists. New Delhi: Creative Books. ISBN 978-81-86318-79-9..
- Gikandi, Simon (1991). Reading Chinua Achebe: Language and Ideology in Fiction. London: James Currey. ISBN 978-0-85255-527-9..
- „The 100 greatest non-fiction books”. The Guardian. 14. 6. 2011. Приступљено 22. 11. 2011.
- Innes, Catherine Lynette (1990). Chinua Achebe. Cambridge, England: Cambridge University Press. ISBN 9780521356237.
- Innes, C. L., and Bernth Lindfors, ур. (1978). Critical Perspectives on Chinua Achebe. Washington: Three Continents Press. ISBN 978-0-914478-45-4..
- Jaya Lakshmi, Rao V (2003). Culture and Anarchy in the Novels of Chinua Achebe. Bareilly: Prakash Book Depot..
- Jeyifo, B (1993). „Okonkwo and his mother: Things Fall Apart and issues of gender in the constitution of African postcolonial discourse”. Callaloo. 16 (4): 847—858. JSTOR 2932213. doi:10.2307/2932213..
- July, Robert W. (1987). An African Voice. Durham (NC): Duke University Press. ISBN 978-0-8223-0769-3..
- Killam, G. D. (1977). The Writings of Chinua Achebe. London: Heinemann Educational Books. ISBN 978-0-435-91665-7..
- Laurence, Margaret (2001). Long Drums and Cannons: Nigerian Dramatists and Novelists, 1952–1966. Alberta: University of Alberta Press. ISBN 978-0-88864-332-2..
- Lawtoo, Nidesh (2013). Lawtoo, Nidesh (2013). „A Picture of Africa: Frenzy, Counternarrative, Mimesis.”. Modern Fictions Studies. 59 (1): 26—52. doi:10.1353/mfs.2013.0000..
- Lindfors, Bernth (1982). Early Nigerian Literature. New York: Holmes & Meier Publishers, Ltd. ISBN 978-0-8419-0740-9..
- Mezu, Rose Ure (2006). Chinua Achebe: The Man and His Works. London: Adonis & Abbey Publishers Ltd. ISBN 978-1-905068-21-0..
- Naydenova, Natalia, Salihou Camara (2013). Littérature africaine et identité: un hommage à Chinua Achebe. Paris: Editions L'Harmattan. ISBN 978-2-343-01253-7..
- Niven, Alistair (1991). „Chinua Achebe and the Possibility of Modern Tragedy”.  Ур.: Petersen, Kirsten Holst, and Anna Rutherford, eds. Chinua Achebe: A Celebration. Oxford, England: Dangaroo Press. ISBN 978-0-435-08060-0..
- Njoku, Benedict Chiaka (1984). The Four Novels of Chinua Achebe: A Critical Study. New York: P. Lang. ISBN 978-0-8204-0154-6..
- Nnolim, Charles (1996). „The Artist in Search of The Right Leadership: Achebe As A Social Critic”.  Ур.: Ihekweazu, Edith. Eagle on Iroko: Selected Papers from the Chinua Achebe International Symposium, 1990. Ibadan, Nigeria: Heinemann Educational Books (Nigeria) PLC. ISBN 978-978-129-379-5..
- Ogbaa, Kalu (1999). Understanding Things Fall Apart. Westport, Connecticut: Greenwood Press. ISBN 978-0-313-30294-7..
- Ogede, Ode (2001). Achebe and the Politics of Representation: Form Against Itself, From Colonial Conquest and Occupation to Post-Independence Disillusionment. Trenton, New Jersey: Africa World Press. ISBN 978-0-86543-774-6..
- Ojinmah, Umelo (1991). Chinua Achebe: New Perspectives. Ibadan: Spectrum Books Limited. ISBN 978-978-2461-16-2..
- Okpewho, Isidore, ур. (2003). Chinua Achebe's "Things Fall Apart": A Casebook. Oxford, England: Oxford University Press. ISBN 978-0-19-514763-6..
- Petersen, Kirsten Holst; Rutherford, Anna (1991). Chinua Achebe: A Celebration. Portsmouth, NH: Heinemann. ISBN 978-0-435-08060-0.
- Sallah, Tijan M.; Ngozi Okonjo-Iweala (2003). Chinua Achebe, Teacher of Light: A Biography. Trenton, New Jersey: Africa World Press. ISBN 978-1-59221-031-2..
- Shamim, Amna (2013). Colonial/Postcolonial Paradigms in Chinua Achebe's Novels (TFA & AOG). Saarbrücken: Lambert Academic Publishing. ISBN 978-3-659-35098-6..
- Tredell, Nicolas (2000). Joseph Conrad: Heart of Darkness. Columbia University Press. ISBN 978-0-231-11923-8.. New York. .
- Udumukwu, O (2012). „Violence against Achebe's women: Onkonkwo and 'The Gun that Never Shot'”.  Ур.: Helen Chukwuma (ed.). Achebe's Women: Imagism and Power. Trenton: Africa World Press. (201–221).
- Yankson, Kofi E (1990). Chinua Achebe's Novels: A Sociolinguistic Perspective. Pacific Publishers. ISBN 978-978-2347-79-4.. Uruowulu-Obosi, Nigeria. .
- Yousaf, Nahem (2003). Chinua Achebe. Tavistock: Northcote House in Association with the British Council. ISBN 978-0-7463-0885-1..

## Spoljašnje veze
- Chinua Achebe на сајту  (језик: енглески)
- Chinua Achebe на веб-сајту , са 78 каталошких евиденција